# Jesús Borro

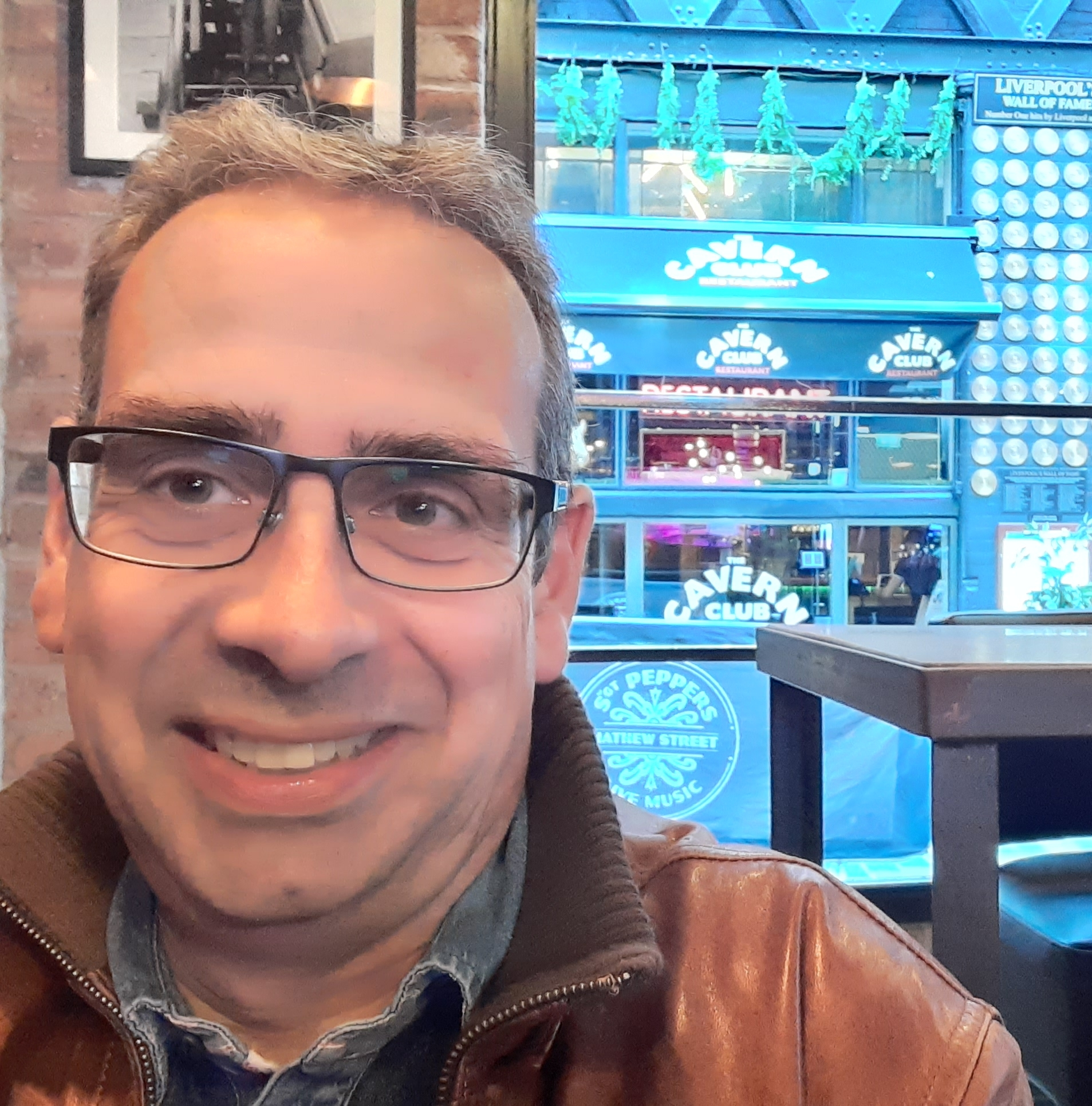
Jesús Borro Fernández en Liverpool

Jesús Borro Fernández (Burgos, 24 de febrero de 1972) es un escritor, economista y viajero español.
Autor de varias novelas y numerosos artículos periodísticos en Gente en Burgos y Diario de Burgos, entre otros medios. Sus libros se han publicado en editoriales nacionales y locales.
Estudió el bachillerato en Burgos y se licenció en Ciencias Económicas por la Universidad de Valladolid. También residió en Francia.
Su familia paterna procede del pueblo burgalés de Pedrosa del Príncipe. Su familia materna es oriunda de A Rúa, en el valle orensano de Valdeorras. Ha residido buena parte de su vida en el barrio de Gamonal. Actualmente ejerce como profesor de Educación Secundaria.

## Novelas
- Ondas Hertzianas, 1998, Editorial Mira (Zaragoza), Premio Ciudad de Monzón. Fue la primera novela negra ambientada en la ciudad de Burgos.

- Mantener lejos del alcance de los niños, 2008, Editorial Mira (Zaragoza).[1]

- Becas locas, 2012, Editorial Edibuki para e-book[2]

## Libros de cuentos
- Dos ecuaciones y tres incógnitas, 2002, Editorial Mira (Zaragoza). Libro de cuentos. Son relatos con trasfondo universitario, basados en sus vivencias y recuerdos como estudiante de Económicas.

## Investigación histórica
- Arlanza mágica y embrujada, 2011, Editorial Gran Vía, Burgos. Este libro resultó finalista del Premio de ensayo Gran Vía del año anterior.[3] Se reseñó en la Revista de Folklore de la Fundación Joaquín Díaz.[4]
- Pedrosa del Príncipe. Parmo y vega, 2016. Sobre la historia y las costumbres de Pedrosa del Príncipe.

## Premios
- Concurso de Cuentos de la Caja de Salamanca y Soria en Valladolid, en 1994;
- Finalista del III Premio de la Asociación de la Prensa de Ávila, en 1996

- Primer Premio del Certamen Provincial literario para jóvenes de la Diputación de Burgos, en 1997

- Premio Hermes del Comercio 2004, por un trabajo sobre el comercio a lo largo de los siglos en un pueblo de la comarca Arlanza: Quintanilla de la Mata.
- Finalista del Certamen de relatos sobre Igualdad de género de Aranda de Duero, en 2005

- Primer Premio del Certamen provincial de Cuentos de El Correo de Burgos, en 2010[5]

- Finalista del Premio de Relato "Patricia Sánchez Cuevas" 2017.
- Primer Premio del Certamen de la Hermandad de Donantes de Sangre de Burgos, en 2022[6]
- Primer Premio (ex aequo) del Certamen "Todos Somos Todos" 2024, otorgado por El Norte de Castilla y el Consejo Económico y Social de Castilla y León[7]

## Colaboraciones deportivas
Como apasionado de muchos deportes de equipo, especialmente del fútbol, ha escrito algunos artículos relacionados con este deporte, como los recogidos en la revista Panenka